# Saint-Ambroix (Gard)
Saint-Ambroix is een gemeente in het Franse departement Gard (regio Occitanie). De plaats maakt deel uit van het arrondissement Alès. Saint-Ambroix telde op 1 januari 2022 3.353 inwoners.

## Geschiedenis
De plaats is ontstaan op de rotsheuvel Le Dugas die uittorent boven de Cèze. In de 12e eeuw was daar al een kleine ommuurde nederzetting rond een feodaal kasteel en een kerk. In de volgende eeuwen groeide Saint-Ambroix tot buiten deze eerste stadsmuur met zijn drie poorten. Om de bevolking te beschermen tegen roversbenden werd in de 14e eeuw een tweede stadsmuur gebouwd. Deze stadsmuur volgde de huidige straten Boulevard du Portalet en Rue de l’Église.
Vanaf 1560 waren er protestanten actief in Saint-Ambroix. Hun bijeenkomsten vonden eerst plaats in gewone huizen, vervolgens in de zaal waar de consuls zetelden die het stadsbestuur vormden. De protestanten lieten de katholieke kerk op Le Dugas afbreken en bouwden een protestantse kerk in de stad. Die kerk werd nog vergroot in 1609. Om de stad te beschermen tegen het koninklijke leger werd een derde stadsmuur met bastions gebouwd. Na de Vrede van Alès (1629) die een einde maakte aan de Hugenotenopstanden werden het kasteel en de bastions van de derde omwalling ontmanteld op bevel van koning Lodewijk XIII van Frankrijk. In 1682 ondernam de bisschop van Uzès een poging om de protestantse kerk van Saint-Ambroix te laten afbreken. Omdat de protestanten konden bewijzen dat de kerk al bestond op het moment dat het Edict van Nantes (1598) werd afgekondigd, ving de bisschop bot. Maar nadat het Edict van Fontainebleau (1685) de geloofsvrijheid van de protestanten had afgeschaft, werd de kerk toch afgebroken. 
Pas in 1822 kregen de protestanten van Saint-Ambroix opnieuw een eigen kerkgebouw. De tweede stadsmuur werd in 1808 door de gemeente als bouwmateriaal verkocht en vervolgens afgebroken.

## Geografie
De gemeente ligt in de Cevennen. De Cèze, een zijrivier van de Rhône, stroomt door de gemeente.
De oppervlakte van Saint-Ambroix bedroeg op 1 januari 2022 11,74 vierkante kilometer; de bevolkingsdichtheid was toen 285,6 inwoners per km².

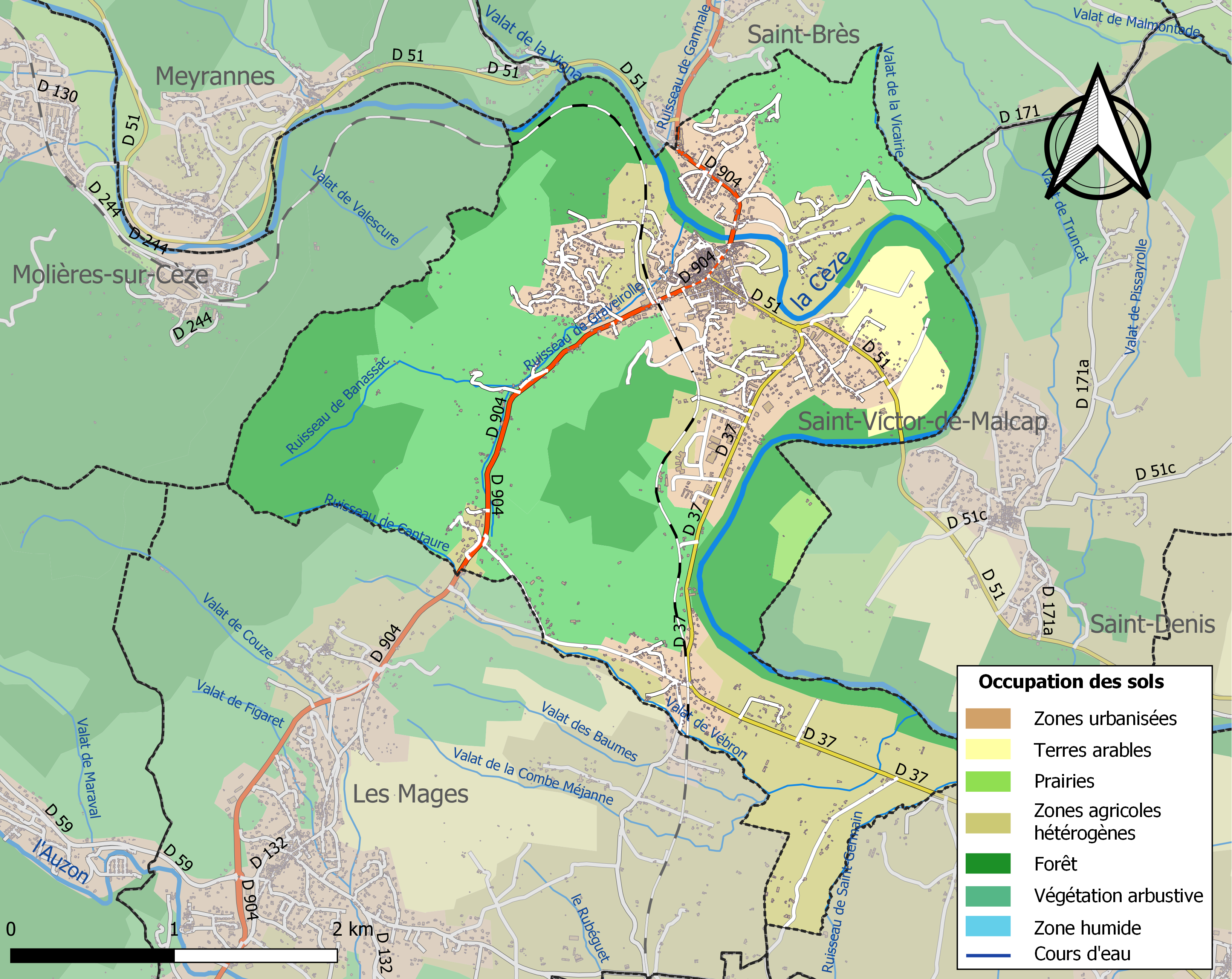
Kaart van de gemeente met belangrijkste infrastructuur, bodemgebruik en omliggende gemeenten

## Demografie
Onderstaande figuur toont het verloop van het inwonertal (bron: INSEE-tellingen).